# Csíki-hegyek
Csíki-hegyek är en ås i Ungern.   Den ligger i provinsen Pest, i den centrala delen av landet, 9 km väster om huvudstaden Budapest.